# Mannen med sälgpiporna
Mannen med sälgpiporna (engelskspråkig originaltitel Pied piper) är en roman från 1942 av Nevil Shute. Den utkom första gången i svensk översättning 1943.